# Park Miniatur Olszowa
Park Miniatur Olszowa – park miniatur, położony we wsi Olszowa (powiat strzelecki). Obiekt jest prywatnym przedsięwzięciem Aleksandra Materli, powstałym na terenie dawnej stadniny koni i zajmującym powierzchnię ok. 2,5 ha.
Park został otwarty w lipcu 2014 roku. Na jego obszarze zlokalizowane sporządzone w skali 1:25 miniatury następujących budowli sakralnych z terenu Polski, Włoch, Portugalii, Francji oraz Izraela:
- Bazylika św. Marka w Wenecji,
- Katedra oraz Krzywa Wieża w Pizie,
- Bazylika i Plac Świętego Piotra w Watykanie,
- Katedra Matki Bożej Wniebowziętej w Sienie,
- Sanktuarium Matki Boskiej Różańcowej w Fatimie,
- Katedra Santa Maria del Fiore we Florencji,
- Bazylika Grobu Świętego w Jerozolimie,
- Katedra Notre-Dame w Paryżu,
- Sanktuarium Jasna Góra w Częstochowie,
- Bazylika Mariacka w Gdańsku,
- Kościół Mariacki w Krakowie,
- Bazylika archikatedralna na Wawelu,
- Bazylika św. Jakuba i św. Agnieszki w Nysie,
- Sanktuarium Góra Świętej Anny,
- Sanktuarium w Świętej Lipce,
- Katedra Świętego Krzyża w Opolu.

Oprócz miniatur na terenie Parku znajdują się: park linowy, bawialnia oraz restauracja i zaplecze noclegowe. Park organizuje imprezy okolicznościowe oraz zwiedzanie grupowe.
Park jest obiektem całorocznym, czynnym codziennie. Wstęp jest płatny.
W 2015 roku Park otrzymał certyfikat Opolskiej Regionalnej Organizacji Turystycznej, przyznany w konkursie na „Najlepszy Produkt Turystyczny – Certyfikat POT”.